# Briceag

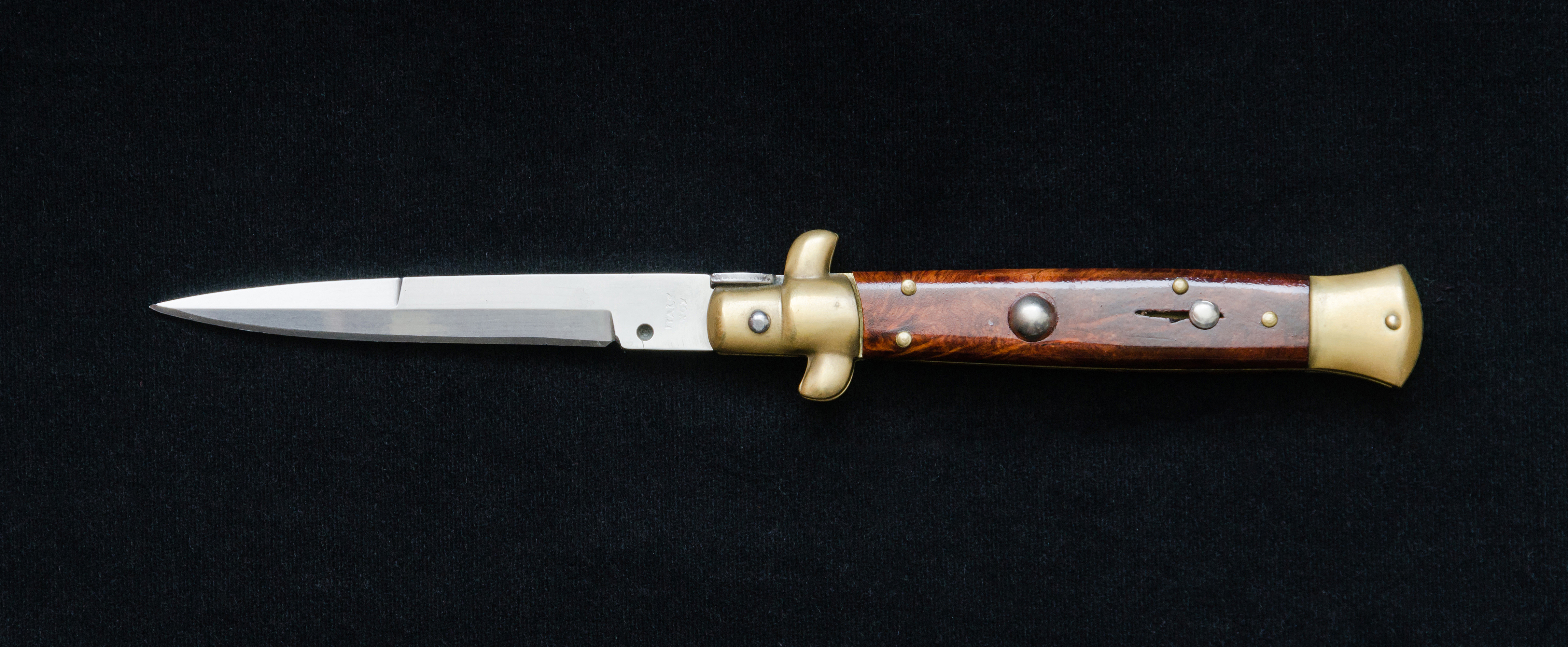
Briceag

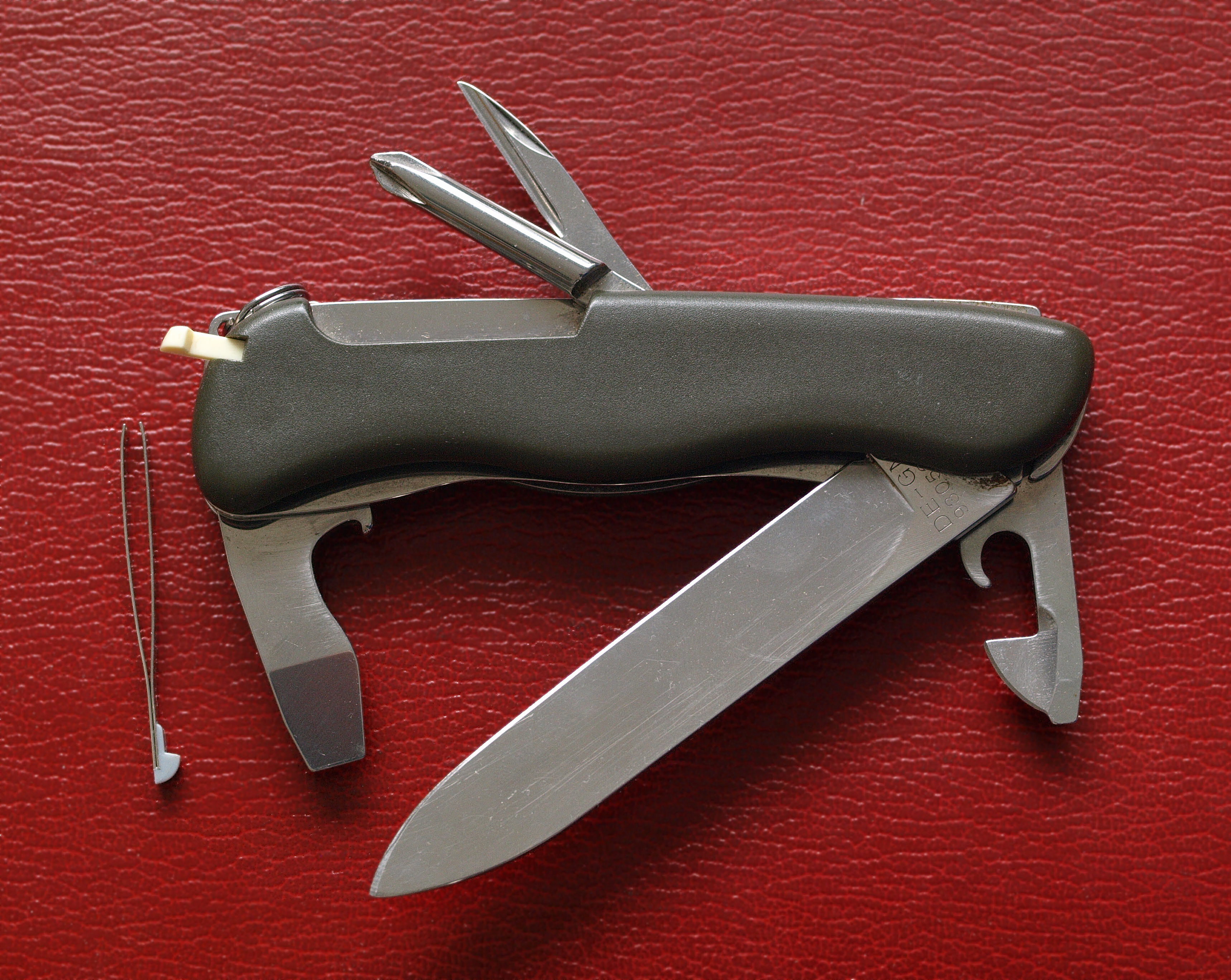
Briceag multifuncţional

Briceagul (din turcă biçak) este un cuțit de buzunar, cu una sau mai multe lame pliante, care se închid intrând între plăsele.
Pentru utilizări multiple au fost dezvoltate bricege multifuncționale, care, pe lângă lamele destinate tăierii, au și alte dispozitive pliante: desfăcător de conserve, desfăcător de capace de la sticlele de bere, pilă de unghii, forfecuță de unghii, șurubelniță, sulă, fierăstrău etc.

## Galerie de imagini

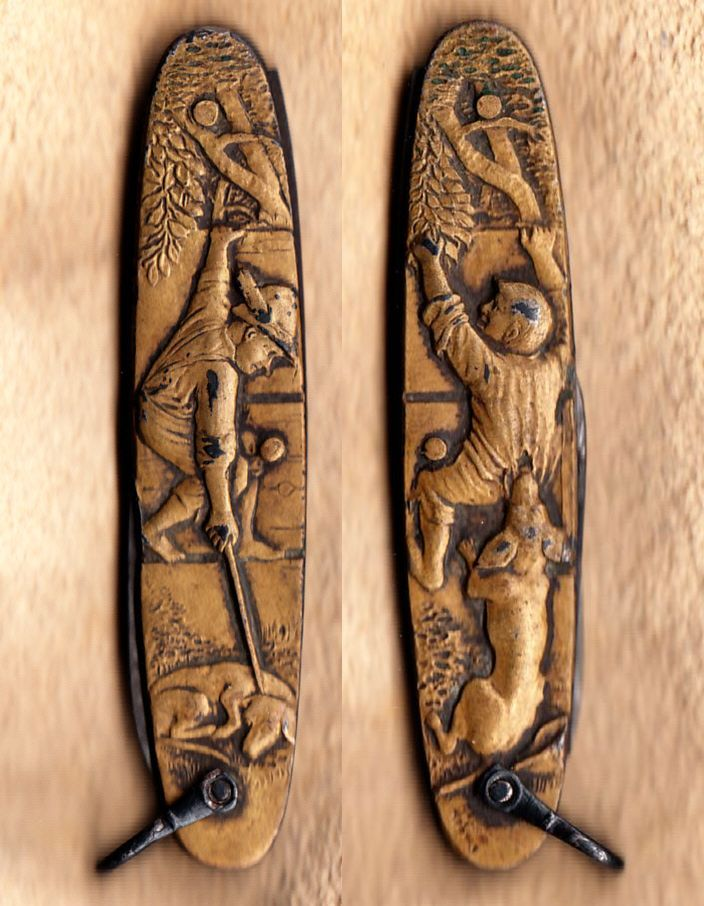
Briceag produs înainte de 1914, cu 2 lame şi plăsele metalice (ornamentate cu zicala trezirii din somn a câinelui rău)
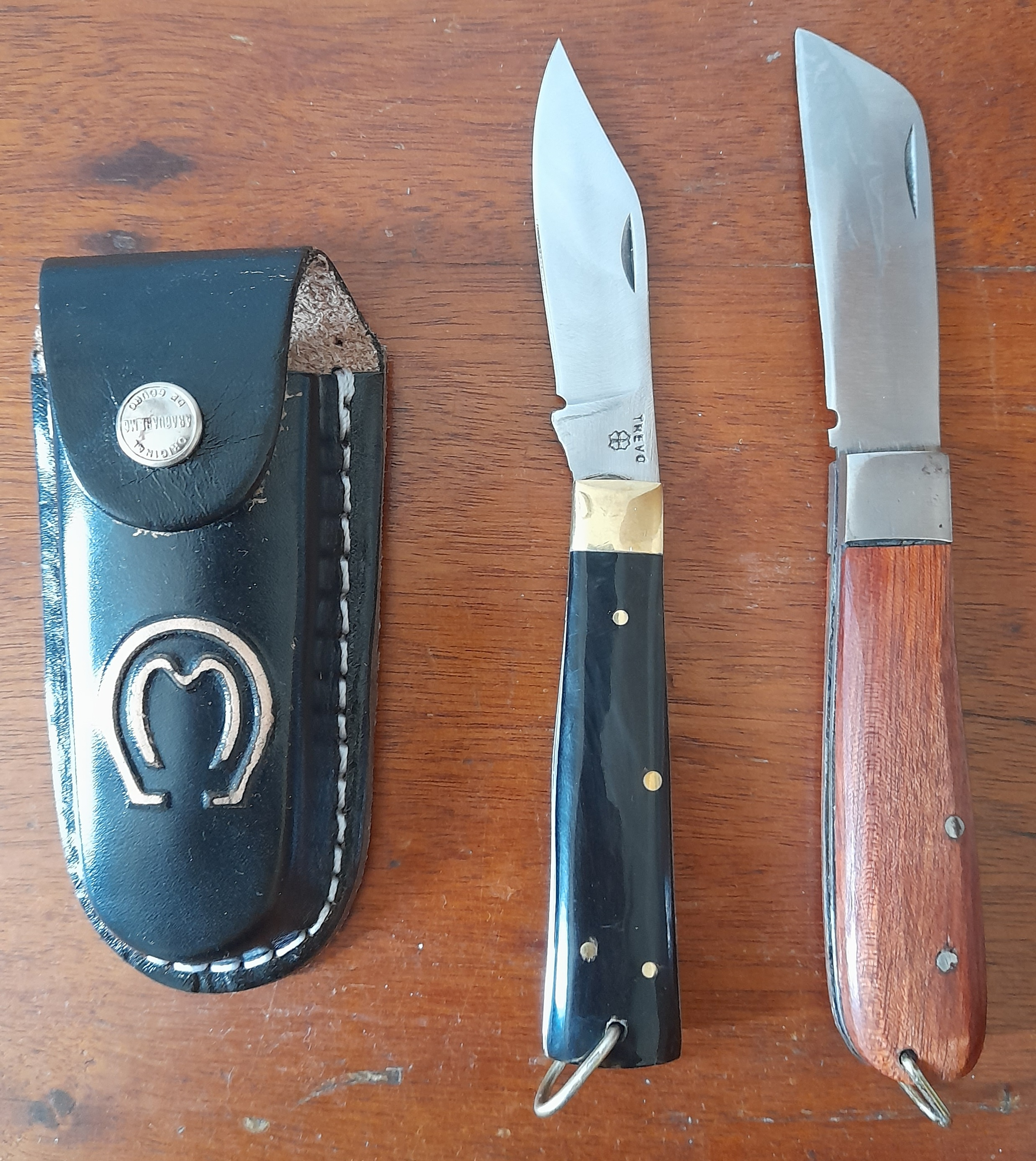
Bricege